# 2035年3月9日日食
2035年3月9日日食是一次日環食，將發生於2035年3月9日（東半球為3月10日）。新月當天（即朔日），地球上觀測到月球和太阳的角距離極小，此時月球如果恰好在月球交點附近，穿過太阳和地球之間，與地球、太阳接近一直線，則會出現日食。月球穿過太阳和地球之間，但距地球較遠，本影未能接觸地表，而使偽本影覆蓋的區域內看到月球的角直徑小於太陽，就形成日環食，同時在偽本影兩側數千公里的半影範圍內形成日偏食。此次日環食經過了新西蘭和法屬玻里尼西亞，日偏食則覆蓋了大洋洲中南部和周邊部分地區。

## 日食概況

### 出現區域
澳大利亚西澳大利亚州東南約1100公里的洋面最先在3月10日日出時看到此次日環食，隨後月球偽本影向東掠過塔斯馬尼亞島以南附近的海域，逐漸轉向東北，跨過塔斯曼海、新西蘭，穿過國際日期變更線，在法屬玻里尼西亞南方群島西南約740公里的南太平洋洋面達到最大食分。此後偽本影繼續向東北移動，經過法屬玻里尼西亞的部分島嶼，最終在3月9日日落時分結束於科隆群岛西南約1000公里的洋面。
此次偽本影經過的絕大部分是海洋，陸地僅覆蓋了少數島嶼，依次包括：
- 新西兰：自西南向東北斜貫南島的西岸大區北部和塔斯曼，覆蓋尼爾遜後斜貫馬爾堡北部，再經過北島的惠灵顿大区西北半部、馬納瓦圖-旺加努伊大區南部、霍克湾大区極南端；
- 法屬玻里尼西亞：皮納基環礁東南半部和雷奧環礁。[3][4]

除了上述狹窄的環食帶內能看到日環食之外，月球半影覆蓋範圍內都將能看到日偏食，包括澳大利亚除西部和最北端外的大部、美拉尼西亞東南部、玻里尼西亞除夏威夷群島外的大部分、墨西哥中南部、智利西南部、南極洲靠近太平洋的約二分之一。其中國際日期變更線以東的部分在3月9日看到日食，以西的部分則在3月10日看到日食。

此次日環食過程中月影在地表移動的動畫

### 基本參數
- 類型：日環食
- 食甚中心處（位於法屬玻里尼西亞南方群島西南約740公里的南太平洋）資料：
  - 時間：2035年3月9日23:04:32.7
  - 地點：29°2.5′S 154°56.9′W / 29.0417°S 154.9483°W
  - 食分：0.9919（環食帶內最大）
  - 偽本影寬度：31.5公里
  - 日環食持續時間：47.6秒
- 環食最長處資料：
  - 時間：2035年3月9日21:25:47
  - 地點：43°22′S 127°6′E / 43.367°S 127.100°E
  - 偽本影寬度：95.5公里
  - 日環食持續時間：1分25.9秒[6]

## 相關的日食

### 2033-2036年的日食
月球交替位於相對的月球交點時，以半個交點年（食年），即約177天又4小時間隔出現下列日食。
| 日食列表  |           |           |           |           |           |           |           |           |           |           |           |
| 1997-2000 | 2000-2003 | 2004-2007 | 2008-2011 | 2011-2014 | 2015-2018 | 2018-2021 | 2022-2025 | 2026-2029 | 2029-2032 | 2033-2036 | 2036-2039 |

| 降交點                                          | 降交點                   |          | 升交點                   | 升交點 |
| 沙羅周期                                        | 地圖                     | 沙羅周期 | 地圖                     |        |
| 120                                             | 2033年3月30日 全食       | 125      | 2033年9月23日 偏食（南） |        |
| 130                                             | 2034年3月20日 全食       | 136      | 2034年9月12日 環食       |        |
| 140                                             | 2035年3月9日 環食        | 145      | 2035年9月2日 全食        |        |
| 150                                             | 2036年2月27日 偏食（南） | 155      | 2036年8月21日 偏食（北） |        |
| 註：2036年7月23日的日偏食屬於下一組交點年系列。 |                          |          |                          |        |

### 沙羅周期
沙羅周期長度為18年11天。本次日食屬於沙羅周期140，共包含71次日食，依次為1512年4月16日至1638年7月11日的8次日偏食、1656年7月21日至1836年11月9日的11次日全食、1854年11月20日至1908年12月23日的4次全環食（亦稱混合食）、1927年1月3日至2485年12月7日的32次日環食、2503年12月19日至2774年6月1日的16次日偏食，總共歷時1262.11年。其中最長的全食發生於1692年8月12日，共持續了4分10秒。
下表列舉了1901年至2100年間發生的屬於該周期的日食，是第23至33次：
| 23             | 24            | 25            |
| -------------- | ------------- | ------------- |
| 1908年12月23日 | 1927年1月3日  | 1945年1月14日 |
| 26             | 27            | 28            |
| 1963年1月25日  | 1981年2月4日  | 1999年2月16日 |
| 29             | 30            | 31            |
| 2017年2月26日  | 2035年3月9日  | 2053年3月20日 |
| 32             | 33            |               |
| 2071年3月31日  | 2089年4月10日 |               |

## 資料來源
1. ↑  樊忠玉. . 中国天文科普网.   [2018-02-07]. （原始内容存档于2014-09-17）.
2. 1 2  Fred Espenak. . NASA Eclipse Web Site.   [2018-02-07]. （原始内容存档于2020-10-20）.（英文）
3. ↑  Fred Espenak. . NASA Eclipse Web Site.   [2018-02-07]. （原始内容存档于2020-11-24）.（英文）
4. ↑  Xavier M. Jubier. .   [2018-02-07]. （原始内容存档于2019-06-09）.（法文）（英文）
5. ↑  Fred Espenak. . NASA Eclipse Web Site.   [2018-02-07]. （原始内容存档于2019-01-18）.（英文）
6. ↑  Fred Espenak. . NASA Eclipse Web Site.   [2018-02-07]. （原始内容存档于2020-10-20）.（英文）
7. ↑  Fred Espenak. . NASA Eclipse Web Site.（英文）

## 外部連結
- NASA日食專頁（页面存档备份，存于）（英文）
- 可見區域圖和時間統計：由弗雷德·埃斯佩纳克做出的日食預報，NASA/GSFC
  - Google互動地圖呈現的日食範圍
  - 貝塞爾元素
- Google地圖顯示的日環食和日偏食範圍（页面存档备份，存于）（法文）（英文）

| \| \| 日食 \|                             |                             |                                          |
| 上一次日食： 2034年9月12日日食 （日環食） | 2035年3月9日日食 （日環食） | 下一次日食： 2035年9月2日日食 （日全食） |
| 上一次日環食： 2034年9月12日日食          | 2035年3月9日日食 （日環食） | 下一次日環食： 2038年1月5日日食          |
|                                           | 日食                        |                                          |